# Географія Чехії
Чехія — держава на території Європи, що межує на півночі та заході з Німеччиною, на північному сході — з Польщею, на південному сході — зі Словаччиною, на півдні — з Австрією. Територія Чехії становить 78,9 тис. км².

## Етимологія
Назва країни Чехія (чеськ. Česko) неясного походження. Від Čechové (Češi, тобто чехи), імені одного зі слов'янських племен на території країни, яке підкорило сусідів близько 900 року. Згідно з легендою, назва походить від імені вождя Чеха, який привів свої племена до Богемії. Дехто пов'язує назву країни зі словом četa (чета, військовий підрозділ).
Латинська назва країни, Богемія (лат. Boiohaemum; нім. Bohemia) походить від германського Boi-Heim, що означає будинок боїв. Від імені кельтського племені Boii.

## Географічне положення
Ашський виступ, Фридлантський виступ, Шлукнівський виступ, Броумівський виступ, Яворніцький виступ, Особлажський виступ і Бржецлавський виступ (Дийський трикутник).

### Крайні пункти
| Северні Студанки Красна Буковец Снєжкаclass=notpageimage\| Крайні точки Чехії |

Чехія лежить між 51°03′20′′ і 48°33′09′′ північної широти, 12°05′29′′ і 18°51′32′′ східної довготи.
Крайні пункти держави:
- північна точка — Северні (чеськ. Severní) 51°03′20″ пн. ш. 14°18′53″ сх. д. / 51.05556° пн. ш. 14.31472° сх. д.;
- південна точка — Студанки (чеськ. Studánky) 48°33′09″ пн. ш. 14°19′59″ сх. д. / 48.55250° пн. ш. 14.33306° сх. д.;
- західна точка — Красна (чеськ. Krásná) 50°15′07″ пн. ш. 12°05′29″ сх. д. / 50.25194° пн. ш. 12.09139° сх. д.;
- східна точка — Буковец (чеськ. Bukovec) 49°33′01″ пн. ш. 18°51′32″ сх. д. / 49.55028° пн. ш. 18.85889° сх. д..

|                        |                        |                       |                      |
| Північний пункт країни | Південний пункт країни | Західний пункт країни | Східний пункт країни |

## Рельєф

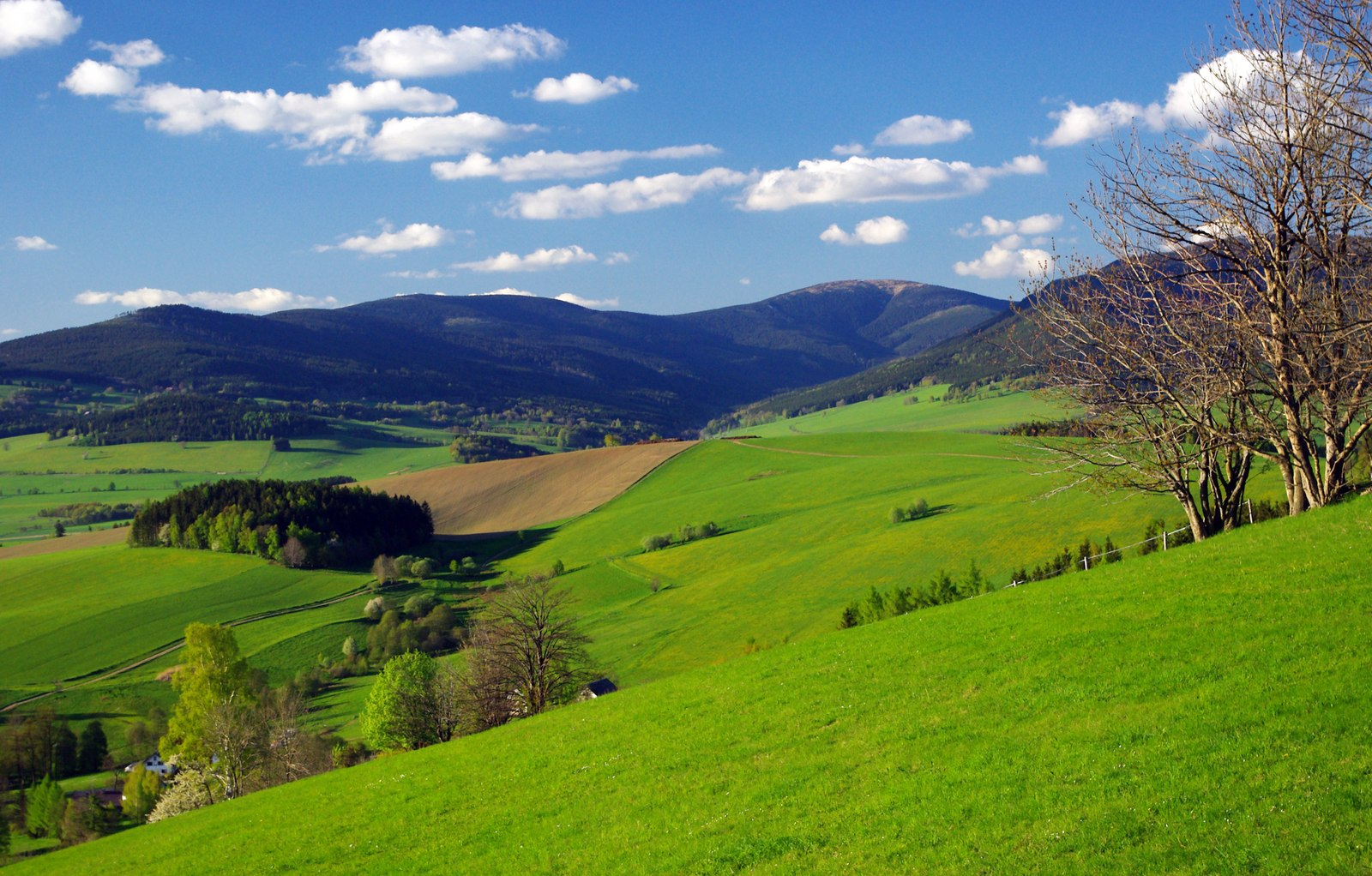
Узвишшя Кралицького Снєжника

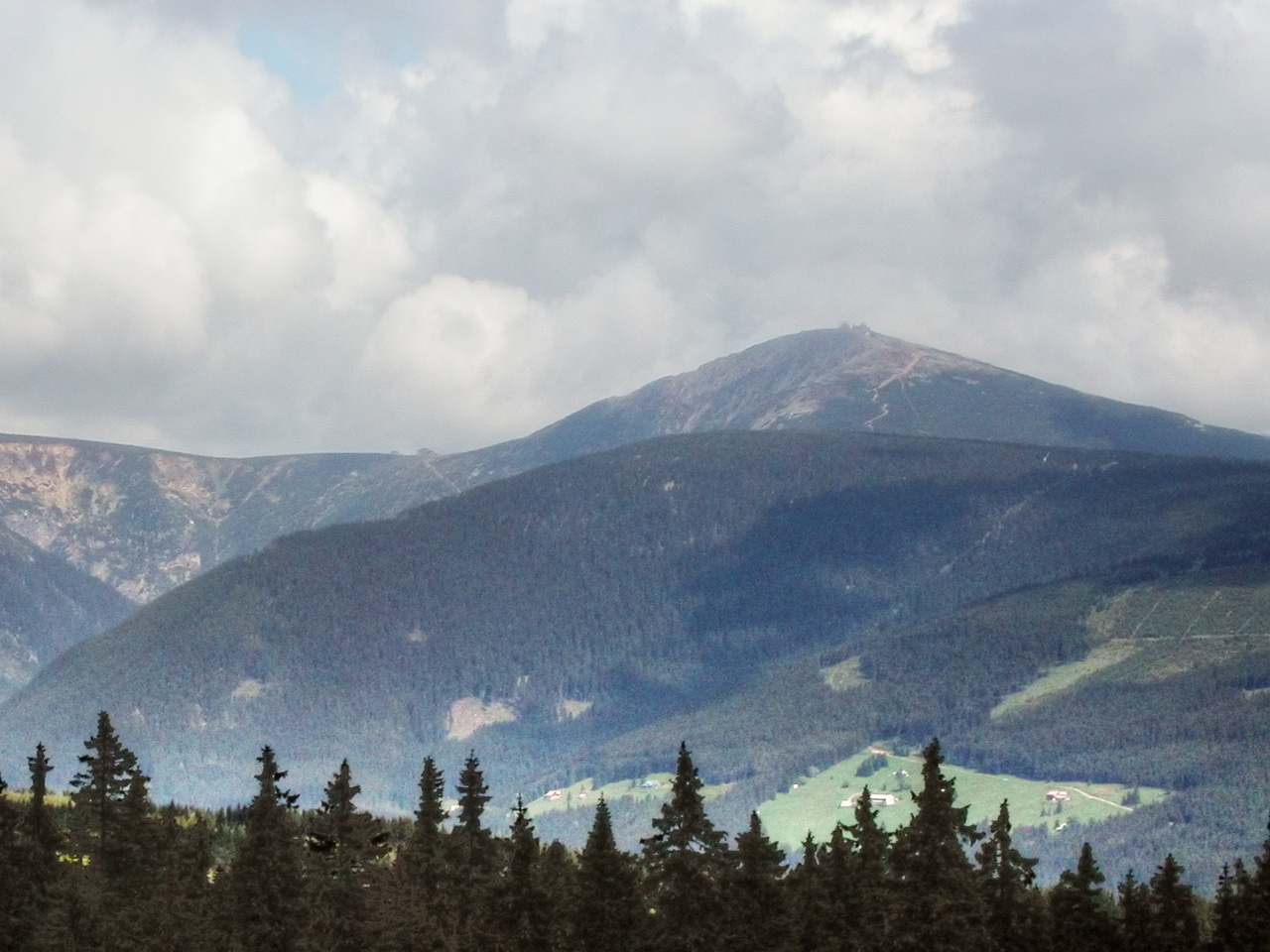
Гора Снєжка

Чехія — країна височин і середньовисотних гір. На заході — Чеська височина, на південному заході — Шумава, на південному заході — Рудні гори (Крушне-Гори). Чеський ландшафт вельми різноманітний. Західна частина (Богемія) лежить в басейнах річок Ельби (Лаби) і Влтави (Молдау), оточених в основному низькими горами (Судети і їхня частина — Крконоше), де знаходиться найвища точка країни — гора Снєжка заввишки 1602 м. Моравія, східна частина, також досить горбиста і в основному лежить в басейні річки Морава (Марх), а також містить витік річки Одер (Одра).

## Клімат
Клімат помірний, перехідний від морського до континентального, з теплим літом і холодною, похмурою і вологою зимою. Влітку середня температура повітря +20 °C, взимку −5 °C.

## Гідрографія

### Річки
Найважливіші річки: Лаба (Ельба) з притокою Влтава; Одра (Одер). Річки Чехії, що не має виходу до моря, течуть в три моря: у Північне, Балтійське і Чорне.

### Озера

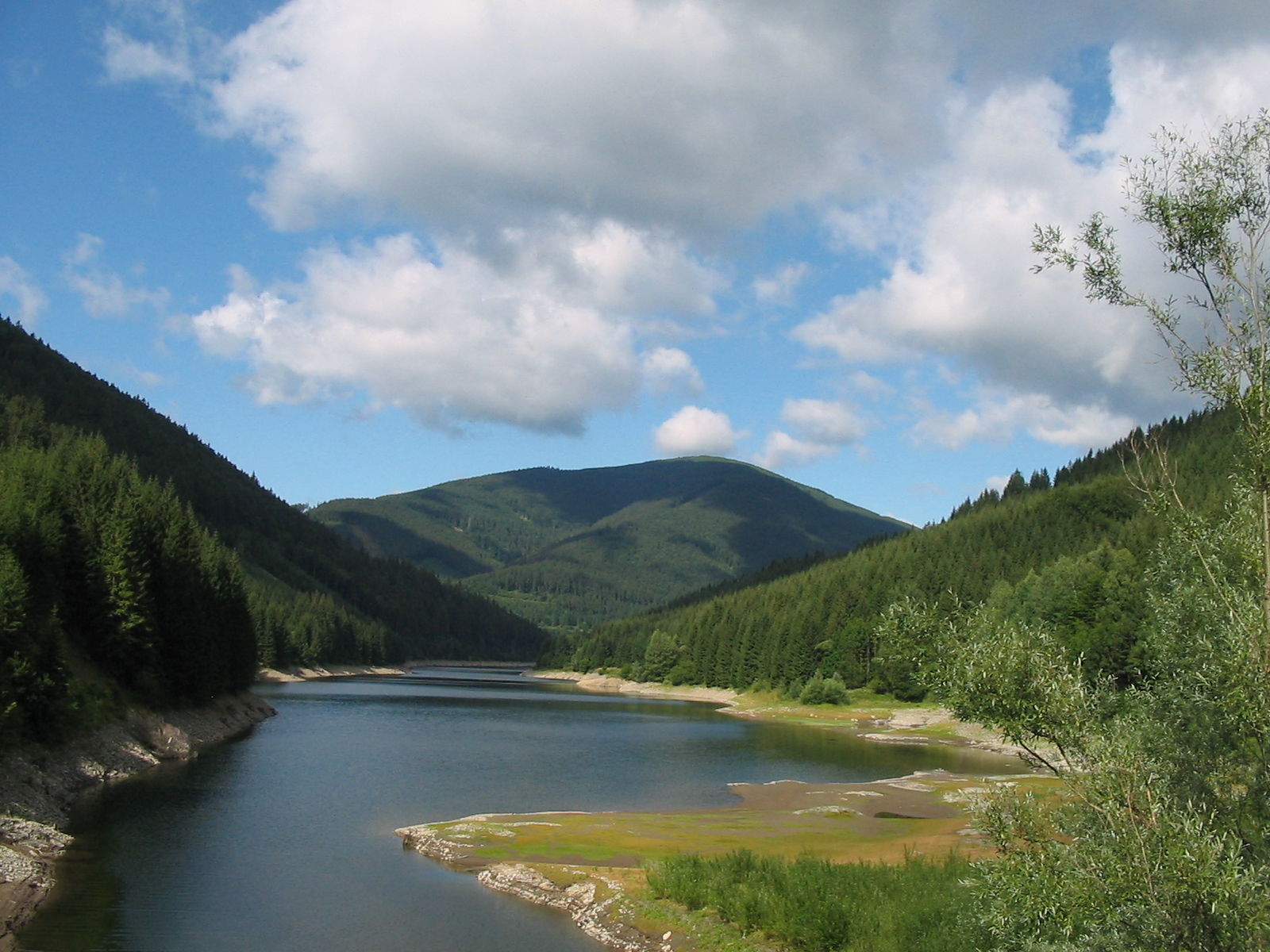
Водосховище Шанце у Моравсько-Сілезьких Бескидах

## Тваринний світ
За зоогеографічним районуванням світу країна належить до Центральноєвропейської провінції Європейсько-Сибірської підобласті Голарктичної зоогеографічної області. Тому основу тваринного населення регіону становлять зональні широколистянолісові (1) і мішанолісові (2) угруповання тварин, а також інтразональні гірські й водно-болотні (долинно-річкові) тваринні угруповання, характерні для помірного кліматичного поясу. Особливістю тваринного населення провінції є перехідний видовий склад тваринних угруповань (порівняно з тваринними угрупованнями Атлантико-Європейської й Східноєвропейської провінцій) та значна мозаїчність в їх розміщенні по території, а також збереження реліктових видів тварин у горах. Характерними видами хребетних тут вважаються куниця лісова (Martes martes), сарна європейська (Capreolus capreolus), борсук (Meles meles), глушець білодзьобий (Tetrao urogallus) тощо. Домінуючими в зональних угрупованнях є мезофільні й ксеромезофільні групи та види тварин.

## Охорона природи
Охорона природи в Чехії має глибокі традиції. Найперші в Європі природні заповідники — Жофінський одвічний ліс і Боубінський одвічний ліс у Шумаві — заявлені ще в 1838 році.
У 1995 році у Чехії налічувалося 27 великих і 136 невеликих територій, що охороняються, загальною площею 11848 км², що становить 14% території країни.
У країні відкрито 4 національних парки з 24 заповідними ландшафтними областями і 124 національних природних заповідники; багато інших видів територій і пам'яток природи, що охороняються. 4 біосферні заповідники охороняються ЮНЕСКО. 1991 року прийнято Державну програму з охорони довкілля.